# Csongor (keresztnév)
A Csongor török eredetű régi magyar személynév, jelentése: vadászmadár.

## Rokon nevek
- Zongor:[1] a Csongor alakváltozata, régi magyar személynév.[3]

## Gyakorisága
Az 1990-es években a Csongor igen ritka, a Zongor szórványos név volt, a 2000-es években a Csongor a 60-75. leggyakoribb férfinév, a Zongor nincs az első százban.

## Névnapok
Csongor, Zongor
- január 13.[2]
- április 16.[2]

## Híres Csongorok, Zongorok
- Csáky Csongor
- Csurulya Csongor rendező, díszlettervező, jelmeztervező
- Ferenczy Csongor színész
- Kassai Csongor színész
- Nagy Csongor Zsolt színész
- Szalay Csongor énekes, gitáros, szinkronszínész

## Egyéb Csongorok

### Az irodalomban
- Csongor, a Csongor és Tünde (Vörösmarty Mihály) drámai költemény egyik főszereplője